# رياض بوفجي
 رياض بوفجي (1946 م-2007 م) صحفي ومنشط (مذيع) تلفزيوني جزائري.
بدأ بالعمل في التلفزيون الجزائري مطلع التسعينيات قدم مجموعة من التقارير حول «السياحة في الجزائر» ولكنه اشتهر بحصة وكل شيء ممكن والتي من خلالها قام بلم شمل عائلات جزائرية انقطعت الصلات بينها وبين أفراد منها.

## وفاته
توفي بعد مرض عضال يوم الجمعة 21 سبتمبر 2007.